# Município de Bristol (condado de Morgan, Ohio)
Localização do Ohio nos E.U.A.
O município de Bristol (em inglês: Bristol Township) é um local localizado no condado de Morgan no estado estadounidense de Ohio. No ano 2010 tinha uma população de 191 habitantes e uma densidade populacional de 1,91 pessoas por km².

## Geografia
O município de Bristol encontra-se localizado nas coordenadas 39° 43′ 43″ N, 81° 46′ 18″ O. Segundo o Departamento do Censo dos Estados Unidos, o município tem uma superfície total de 99,83 km², da qual 97,63 km² correspondem a terra firme e (2,21%) 2,2 km² é água.

## Demografia
Segundo o censo de 2010, tinha 191 pessoas residindo no município de Bristol. A densidade de população era de 1,91 hab./km².